# 考克斯頓 (肯塔基州)
考克斯頓（英語：Coxton）是位於美國肯塔基州哈倫縣的一個人口普查指定地區。

## 人口
根據2020年美國人口普查的數據，考克斯頓的面積為0.57平方千米，當中陸地面積為0.54平方千米，而水域面積為0.03平方千米。當地共有人口176人，而人口密度為每平方千米308.77人。